# John Cullum
John Cullum (Knoxville, Tennessee; 2 de marzo de 1930) es un actor estadounidense. Ha aparecido en varios musicales y dramas, incluyendo On the Twentieth Century (1978) y Shenandoah (musical) (1975), ganando los Premios Tony como el mejor actor principal en un musical por cada uno.
Algunos de sus otros papeles notables incluyeron al dueño de la taberna Holling Vincoeur en la serie dramática de televisión Northern Exposure , ganando una nominación al Premio Emmy (Mejor Actor de Reparto en un Drama). Apareció en quince episodios de la serie de televisión de NBC ER como el padre de Mark Greene . También interpretó al granjero, Jim Dahlberg, en el histórico drama televisivo The Day After . Ha hecho múltiples apariciones como invitado en Law & Order y Law & Order: Special Victims Unit como el abogado, ahora juez, Barry Moredock , y apareció como Big Mike en varios episodios de The Middle.. También apareció como el senador Beau Carpenter en la serie de CBS, Madam Secretary .